# جمعیت شیر و خورشید سرخ ایران
جمعیت شیر و خورشید سرخ نخستین سازمان خیریه ایران بود که عهده‌دار وظایف مهم و متعددی در مسائل مربوط به امدادرسانی در حوادث غیر مترقبه و امدادی، آموزش کمک‌های اولیه، تأسیس بیمارستان و درمانگاه، تهیه دارو و تجهیزات پزشکی، تربیت پرستار، نگهداری از کودکان بی سرپرست، ارائه برنامه‌های ویژه برای جوانان و برخی فعالیت‌های عمرانی در داخل و خارج از کشور بود. این جمعیت در سال ۱۳۰۱ پس از زلزله نابودگر تربت حیدریه توسط امیراعلم تنظیم و تأسیس گردید. نام جمعیت شیر و خورشید سرخ ایران پس از انقلاب ۱۳۵۷ به جمعیت هلال احمر جمهوری اسلامی ایران تغییر یافت.
بعضی معتقدند که سال‌های بدون فعالیت برای جمعیت شیر و خورشید سرخ و عدم پیگیری مؤثر ایران برای احیای آن، همچنین درخواست اسرائیل برای تأسیس سازمانی بین‌المللی با اهداف مشابه و با نام و نشان ستاره داوود سرخ، موجب گردید تا کنوانسیون ژنو در دسامبر ۲۰۰۵ با تصویب «پروتوکل الحاقی ۳» نشان سومی را به دو نشان قبلی اضافه نمود، بنام کریستال سرخ.
این کار به منظور جلب مشارکت کشورها و جمعیت‌های دیگری که مایل به استفاده از دو نشان صلیب یا هلال نیستند، همچون یهودیان (اسرائیل)، بودیسم یا هندوییسم و غیره انجام گرفت.
بدین ترتیب از سال ۲۰۰۶ حرکت جدیدی با عنوان صلیب سرخ، هلال احمر، کریستال سرخ راه اندازی شد.

## تاریخچه تأسیس
در سال ۱۳۰۱ خورشیدی  امیر اعلم مدیر بهداری استان خراسان بود. پس از زلزله ویرانگر بجنورد، وی به نزد احمد شاه می‌رود و برای بنیان نمودن جمعیت شیر و خورشید ایران پروانه می‌خواهد تا کمک‌های خارجی را به هنگام آسیب‌های طبیعی به ایران جلب کند. پس از بنیان این جمعیت بی‌درنگ عضو کمیته فدراسیون بین‌المللی صلیب سرخ و هلال احمر (IFRC) می‌شوند و علامت شیر و خورشید سرخ را ثبت می‌نماید.

## ثبت نشان

نشان رسمی جمعیت شیر و خورشید سرخ ایران، ثبت شده در کنوانسون ژنو

در کنفرانس صلیب سرخ جهانی که در سال ۱۹۰۶ در ژنو برگزار شد تنها دو کشور مسلمان ایران و عثمانی اجازهٔ حضور داشتند. نمایندهٔ عثمانی به‌دلیل این که در کنفرانس صلیب سرخ در سال ۱۹۰۴ شرکت نکرده و معاهدهٔ منعقدهٔ آن را امضا ننموده بود از شرکت در کنفرانس صلیب سرخ در سال ۱۹۰۶ محروم ماند؛ بنابراین ایران تنها کشور مسلمانی بود که در آن کنفرانس حضور داشت و می‌بایست به اتفاق اعضای دیگر در مورد نماد و نشان پرچم امدادرسانی که همانا صلیب سرخ بود تصمیمی نهایی می‌گرفت. در این کنفرانس نمایندهٔ ایران صمد خان ممتازالسلطنه طی نطقی اظهار داشت با این که صلیب مذهبی مورد احترام آیین اسلام است و نباید ذره‌ای بی‌احترامی نسبت به صلیب عیسی کرد اما به‌دلیل پاره‌ای ملاحظات تاریخی و از آن جا که سابقاً صلیب علامت جنگ و جهاد با ممالک اسلامی بوده، شاید اثر سوئی در بین مسلمانان داشته باشد و اینان پذیرای خدمات بهداشتی و امدادرسانی تحت پرچم صلیب سرخ نشوند؛ بنابراین درخواست کرد که اجازه داده شود کشورها علامت ملی خود را داشته باشند.
در سال ۱۹۲۹ کنوانسیون ژنو سومین نشست خود را پس از پایان جنگ جهانی اول در کشور سوئیس و شهر ژنو برگزار کرد. در این نشست نمایندگان دولت ایران و دولت ترکیه از شرکت کنندگان در کنفرانس خواستند که نشان شیر و خورشید (ایران) و هلال احمر (ترکیه) در سراسر دنیا به رسمیت شناخته شود. این کنوانسیون پروانه داد که ایران از نشان خود یعنی نشان شیر و خورشید سرخ ایران و ترکیه از نشان هلال احمر استفاده کنند و این دو نشان از جانب کنوانسیون به رسمیت شناخته شد.

### پس از انقلاب اسلامی
در ۴ سپتامبر سال ۱۹۸۰، پس از انقلاب اسلامی ۱۳۵۷، حکومت اسلامی رسماً اعلام کرد که نشان شیر و خورشید را دیگر استفاده ننموده از این پس فقط از نشان هلال احمر استفاده خواهد نمود.
در۲۳ ژوئیه ۲۰۰۰ حکومت جمهوری اسلامی به دولت سوئیس اعلام داشت که حق این را محفوظ می‌دارد که هر گاه که بخواهد از نشان شیر و خورشید سرخ دوباره استفاده کند و از وزارت خارجه سوئیس درخواست کرد که دولت سوئیس، دیگر کشورهای عضو کنوانسیون ژنو ۱۹۴۹ از تصمیم جمهوری اسلامی ایران آگاه سازد.

## تاریخچه ورود ایران به کنوانسیون بین‌المللی صلیب سرخ
نخستین کوشش ایرانیان برای پیوستن به کنوانسیون‌های بین‌المللی در مورد تشکیلات بین‌المللی صلیب سرخ به دوران پادشاهی ناصرالدین شاه قاجار بازمی‌گردد. ایران در زمان حکومت او و در دسامبر سال ۱۸۷۴/شوال ۱۲۹۱، کنوانسیون مصوب ۱۸۶۴ ژنو را پذیرفت. اما عملاً برای ده‌ها سال پس از این تاریخ هیچ‌گونه اقدامی برای تأسیس مؤسسه، یا سازمانی که عامل اجرایی این کنوانسیون در ایران باشد صورت نگرفت. در طی این سال‌ها، جدی‌ترین کوشش ایران در این زمینه، اعزام نماینده‌ای به سومین کنفرانس بین‌المللی صلیب سرخ در ژنو در سال بود. در این کنفرانس، عبدالصمد ممتازالسلطنه سیاستمدار و وزیر مختار وقت ایران در پاریس، نقش بسیار مهمی در تبیین نگرش جوامع اسلامی به نشان بین‌المللی صلیب سرخ داشت و توانست موافقت کنفرانس را در پذیرش نشان شیر خورشید سرخ به عنوان نشان رسمی دولت ایران برای جمعیت خود اخذ نماید. این نشان چند سال بعد از این زمان مورد تأیید کنفرانس دیپلماتیک صلیب سرخ در ژنو نیز قرارگرفت. اگر چه همچنان هیچ نهادی از سوی دولت ایران برای انجام وظایف مربوط به صلیب سرخ به وجود نیامد. فعالیت‌های مربوط به این مؤسسه تنها در اثر کوشش‌های شخصی افراد و به صورت غیرپیوسته انجام می‌شود. از جمله، تلاش‌های  امیرخان اعلم (مشهور به امیراعلم، از جمله دانش آموختگان ایرانی در اروپا در رشته پزشکی و از بنیان‌گذاران چند بیمارستان به سبک غربی در ایران) در خلال جنگ‌های داخلی ایران بین مستبدین و مشروطه خواهان در سال‌های پس از پیروزی انقلاب مشروطیت ایران بود.

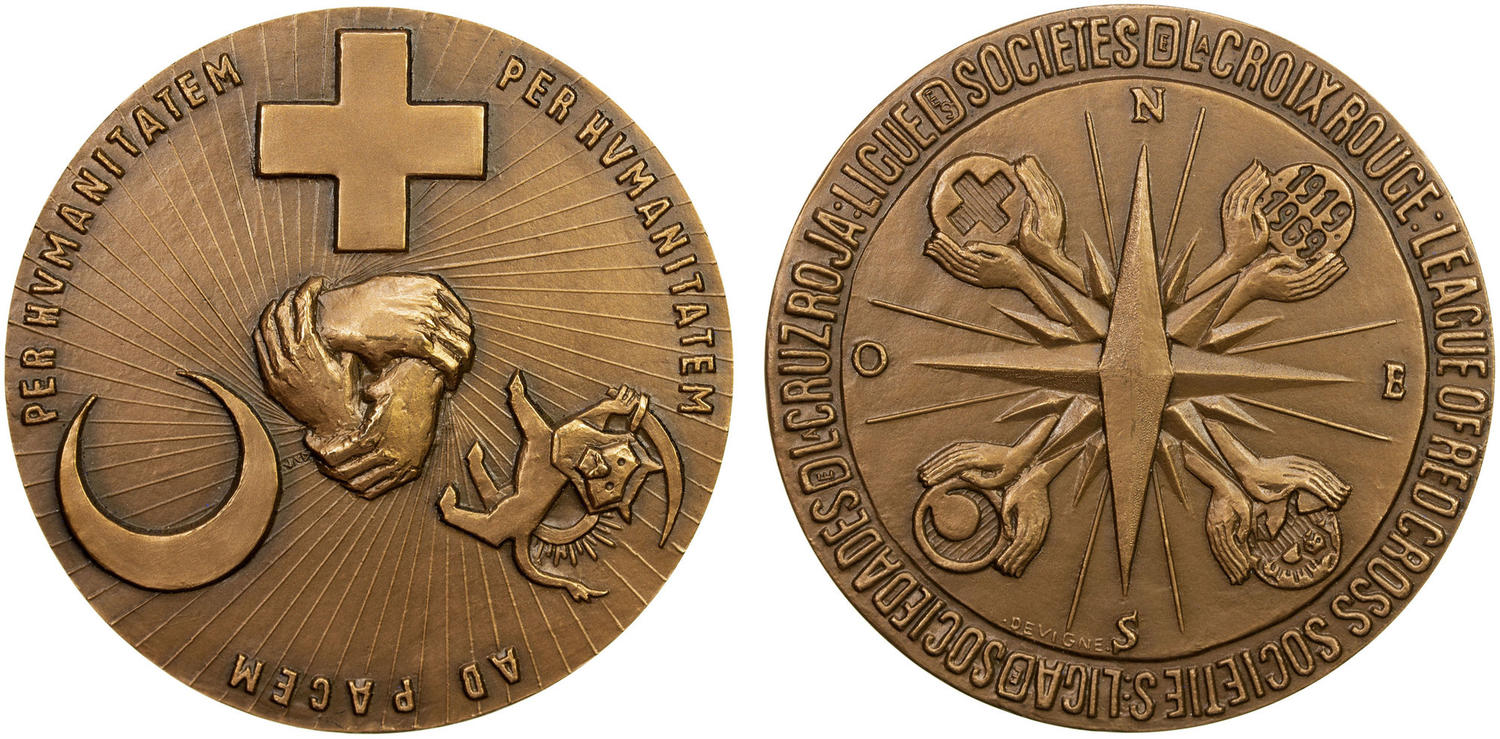
مدال بین‌المللی صلیب سرخ، هلال احمر و شیر و خورشید سرخ؛ ضرب پاریس

## پذیرش نماد شیر و خورشید سرخ
یک دهه بعد از اتمام جنگ جهانی اول، کنفرانس مهم دیپلمات‌های جهان در سال ۱۹۲۹ میلادی در شهر ژنو، عرصه بسیار مهمی برای کسانی بود که می‌کوشیدند از آنچه «فجایع جنگ» می‌نامیدند، بکاهند. یکی از موضوعات اصلی این کنفرانس نیز، مصونیت امدادرسانان در زمان جنگ بود که با توجه به چندین تجربه موفق قبلی، با استقبال اکثر کشورهای جهان همراه بود. کشورهای مصر و ترکیه رسماً درخواست کردند که کشورهای اسلامی اجازه داشته باشند، از آرم «هلال احمر» برای گروه‌های امدادرسان در زمان جنگ استفاده کنند. کشور ایران نیز رسماً در خواست کرد که به جای صلیب سرخ و هلال احمر، نشان ویژه خود را داشته باشد: «شیر و خورشید سرخ» که نمادی ملی بود و بر پرچم ایران نیز جای داشت. این درخواست‌ها مباحث گسترده‌ای را به دنبال داشت و با مخالفت‌های بسیاری نیز رو به رو شد. سرانجام کشورهای جهان درخواست ایران را پذیرفتند اما برای استفاده از هلال احمر، استفاده از این نشان را به کشورهای مصر و ترکیه محدود کردند و سال‌ها بعد کشورهای اسلامی دیگر نیز اجازه یافتند تا از هلال احمر استفاده کنند.

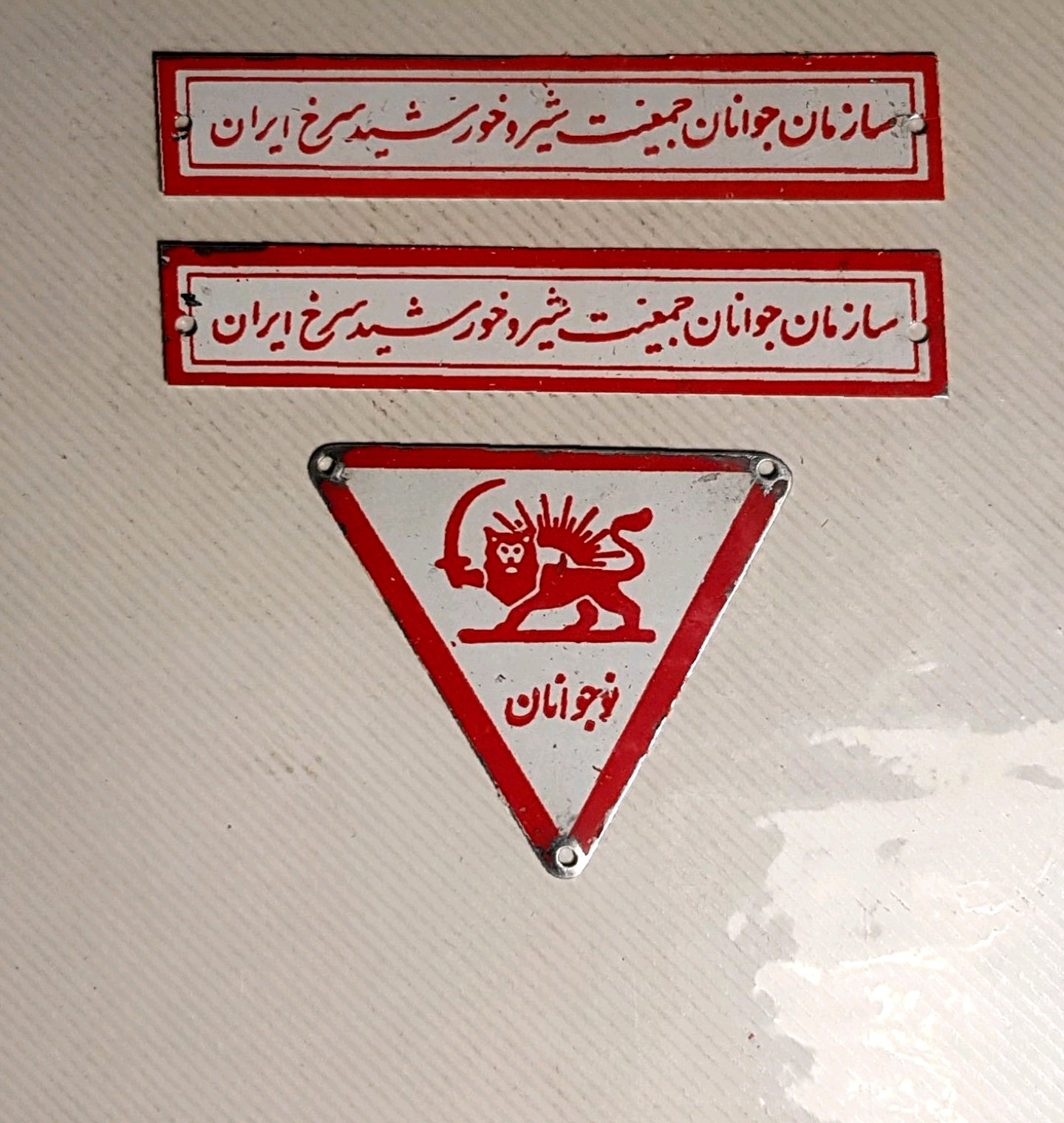
دو نمونه پلاک

## تأسیس جمعیت شیر و خورشید سرخ
نخستین رویکرد تشکیل مؤسسه خیریه امدادی در ایران تحت حمایت دولت در سال ۱۳۰۱ خورشیدی صورت گرفت. در این سال به کوشش  امیراعلم اقداماتی برای تأسیس شیر و خورشید با حمایت دولت انجام شد. در سال ۱۳۰۱،  امیراعلم مقررات وضع شده از سوی صلیب سرخ جهانی برای جمعیت‌ها را ترجمه و در اختیار احمد شاه قاجار، پادشاه وقت ایران قرارداد تا شاه آن را مطالعه کرده و مقدمات تشکیل جمعیت فراهم شود. بر اساس این متن ترجمه شده، نظامنامه اساسی (اساسنامه) جمعیت شیرو خورشید سرخ ایران تهیه و در اسفند ماه ۱۳۰۱ شمسی به امضای ولیعهد، محمد حسن میرزای قاجار رسید. این اساسنامه در ۱۰ فصل و ۶۰ ماده تهیه شده و برابر مقدمهٔ آن، ریاست افتخاری جمعیت با ولیعهد بود. اگر چه به روایت  امیراعلم، شاه و ولیعهد با طفره رفتن‌های مکرر، از شرکت در مجلس که به منظور افتتاح جمعیت برپا شده بود، خودداری کردند، اما نخستین جلسه رسمی کمیته مرکزی جمعیت در مرداد ماه سال ۱۳۰۲ تشکیل گردید. جمعیت شیر و خورشید سرخ نخستین و بزرگ‌ترین جمعیت خیریه ایران است که عهده‌دار وظایف مهم و متعددی در مسائل مربوط به امدادرسانی در حوادث غیرمترقبه و امدادی، تأسیس بیمارستان و درمانگاه، تهیه دارو و تجهیزات پزشکی، تربیت پرستار، نگهداری از کودکان بی سرپرست، ارائه برنامه‌های ویژه برای جوانان و برخی فعالیت‌های عمرانی در داخل و خارج از کشور بوده است.

## اولین تجربه‌های جمعیت شیر و خورشید سرخ
نخستین حرکت امدادی جمعیت، کمک به زلزله زدگان تربت حیدریه بود که در زمانی که هنوز هیچ گونه امکاناتی در اختیار جمعیت نبود، به همت  امیراعلم صورت گرفت. از جمله این کارها تعیین هیئت مرکزی مؤسسه، تشکیل هیئت‌های مختلف جمعیت در بعضی ایالت‌های کشور و نیز راه اندازی مجله‌ای به عنوان ارگان رسمی جمعیت به نام «شیر و خورشید سرخ» بود. در سال ۱۳۰۶ در جلسهٔ هیئت مرکزی جمعیت، به ترتیب حسن مستوفی الممالک، سیاستمدار مشهور به عنوان رئیس و امیراعلم به عنوان نایب رئیس اول جمعیت انتخاب شدند. اعضای این کمیته مرکزی، از میان بنیان‌گذاران و یاری رسانندگان به جمعیت و درجلسه عمومی جمعیت انتخاب می‌شدند. در سال ۱۳۰۷ نیز نخستین اقدامات برای تشکیل جمعیت زنان شیر و خورشید سرخ ایران صورت گرفت. در سال‌های بعد، تشکیلات جمعیت رو به گسترش گذاشت و بسته به موقعیت افراد عضو جمعیت به کمک سانحه دیدگان و نیز نیازمندان می‌شتافت. از جمله این موارد، کمک‌رسانی به زلزله زدگان شیروان در سال ۱۳۰۸ خورشیدی بود. در همین سال نیز کنفرانس دیپلماتیک ژنو دربارهٔ صلیب سرخ بین‌المللی، نشان شیر و خورشید سرخ را در کنار نشان‌های هلال احمر و صلیب سرخ به عنوان نشان امدادی و دارای مصونیت در میدان‌ها نبرد به رسمیت شناخت. همچنین اقداماتی برای گسترش تشکیلات جمعیت صورت گرفت. از جمله سازمان جوانان جمعیت، عهده‌دار مسئولیت آموزش جوانان در جهت حس وظیفه‌شناسی و همکاری اجتماعی به وجود آمد. اقداماتی نیز جهت تأسیس چند واحد بیمارستانی و تشکیل ترابری جمعیت صورت گرفت.

## هلال احمر در ایران
بعد از پیروزی انقلاب اسلامی در بهمن ماه ۱۳۵۷، دولت ایران در سال ۱۹۸۰ رسماً به فدراسیون جهانی اعلام کرد که از این پس به جای نماد شیر و خورشید سرخ، همانند دیگر کشورهای اسلامی از «هلال احمر» استفاده خواهد کرد. صلیب سرخ و هلال احمر نیز اعلام کرد که استفاده از آرم «شیر و خورشید سرخ» به شکلی انحصاری در اختیار ایران است و اگر نظام سیاسی موجود، تمایلی به استفاده از این آرم ندارد، این حق ملغی نمی‌شود. بنا به اعلام این فدراسیون، دولت ایران در هر زمانی که بخواهد می‌تواند از نشان شیر و خورشید سرخ استفاده کند و تمامی کشورهای عضو فدراسیون باید به این آرم احترام بگذارند و این آرم، بار حقوقی کاملاً برابر با صلیب سرخ و هلال احمر دارد.

## خاستگاه دینی نشان شیر و خورشید
علی یونسی وزیر اطلاعات کابینه اول رئیس‌جمهور روحانی: عده‌ای خیال می‌کردند نماد شیر و خورشید در میان پرچم ایران یک نماد سلطنتی است اما اینگونه نیست. شیر نماد علی و خورشید نماد پیامبر اسلام محمد است و تنها تاجش مربوط به شاه است… اگر به من باشد، هلال احمر را تغییر می‌دهم و شیر و خورشید را جایگزین آن می‌کنم؛ البته برای هلال احمر هم احترام قائلم.